# ويندي كو
ويندي كو (1943 - ) (بالإنجليزية: Wendy Coe)‏ هي لاعبة كريكت نيوزلندية. شاركت مع منتخب نيوزيلندا الوطني للكريكت.

## وصلات خارجية
- ويندي كو على موقع إي آس بي آن كريك إنفو (الإنجليزية)